# Языки Лихтенштейна

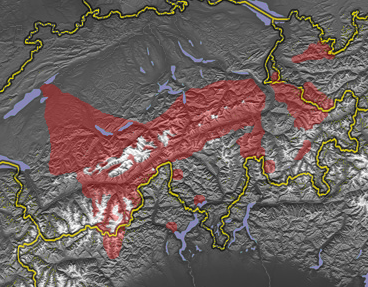
Распространение горноалеманнских диалектов, частично заходящих на территорию Лихтенштейна.

Официальным языком Лихтенштейна является немецкий. Лихтенштейн — самое маленькое государство Европы с преобладающим немецкоязычным населением, а также единственная немецкоязычная страна, в которой отсутствуют официальные региональные языки и языки меньшинств.
Письменным языком является литературный швейцарский, отличный от стандартного немецкого языка. Швейцарский немецкий является основным языком лихтенштейнских СМИ и единственным языком преподавания в школах Лихтейнштейна.
Местным наречием немецкого языка является алеманнское наречие, к которому относятся различные диалекты немецкого языка. 86 % жителей Лихтенштейна являются «этническими алеманнами» и владеют алеманнским наречием и его диалектами. В основном распространены верхнеалеманнские и горноалеманнские диалекты. Из горноалеманнских диалектов распространено вальзерское наречие. Все алеманнские диалекты на территории Лихтенштейна часто объединяют общим названием — лихтенштейнский диалект (Liachtaschtänerisch).

## История
До XIII века на территории Лихтенштейна существовало двуязычие: население владело и аллеманским наречием, и ретороманским языком. С ростом влияния аллеманоговорящих государств на севере, в частности государства франков, двуязычие сошло на нет.
Названия населённых пунктов Лихтенштейна берут свои истоки в трёх разных языках. Шелленберг — типичное аллеманское название, тогда как населённые пункты Руггелль, Гамприн, Бальцерс и Планкен имеют ретороманские названия. Также существуют общины с названиями кельтского происхождения — это Шан, Эшен и Тризен. Это объясняется тем, что до римского захвата территории современного Лихтенштейна в той местности проживали кельты.

## Статистика
| Родной язык                        | %     | Количество |
| ---------------------------------- | ----- | ---------- |
| немецкий                           | 94,53 | 34 171     |
| итальянский                        | 1,14  | 412        |
| португальский                      | 0,79  | 284        |
| турецкий                           | 0,74  | 268        |
| сербо-хорватский                   | 0,67  | 244        |
| испанский                          | 0,63  | 227        |
| албанский                          | 0,40  | 143        |
| языки Восточной Азии               | 0,28  | 102        |
| английский                         | 0,16  | 59         |
| французский                        | 0,11  | 39         |
| русский                            | 0,09  | 33         |
| нидерландский                      | 0,07  | 25         |
| греческий                          | 0,06  | 21         |
| арабский                           | 0,05  | 19         |
| языки Западной Азии                | 0,04  | 13         |
| венгерский                         | 0,03  | 12         |
| словацкий                          | 0,03  | 10         |
| македонский                        | 0,02  | 9          |
| дравидийские и индо-иранские языки | 0,02  | 9          |
| польский                           | 0,02  | 8          |
| словенский                         | 0,02  | 8          |
| шведский                           | 0,02  | 7          |
| африканские языки                  | 0,02  | 6          |
| румынский                          | 0,01  | 5          |
| чешский                            | 0,01  | 4          |
| другие языки                       | 0,01  | 4          |
| датский                            | 0,01  | 2          |
| романшский                         | 0,00  | 1          |
| другие языки Западной Европы       | 0,00  | 1          |
| финский                            | 0,00  | 1          |
| другие языки Восточной Европы      | 0,00  | 1          |
| болгарский                         | 0,00  | 1          |
| Итого                              | 100,0 | 36 149     |